# فرانز الكسندر
فرانز الكسندر (بالمجرية: Ferenc (Franz) Alexander)‏ (و. 1891 – 1964 م) هو نفساني، وأستاذ جامعي، وطبيب نفسي، من المجر، ولد في بودابست، توفي في بالم سبرينغس، عن عمر يناهز 73 عاماً.

## روابط خارجية
- فرانز الكسندر على موقع الموسوعة البريطانية (الإنجليزية)